# 홍희섭
홍희섭(1957년 2월 8일 ~)은 OB 베어스에서 뛴 전 야구 선수다. 많은 경기를 뛰지는 못했으나 통산 0.462라는 고타율을 기록했다.

## 출신 학교
- 군산남중학교
- 중앙고등학교
- 성균관대학교

## 같이 보기
- 1984년 OB 베어스 시즌
- 1985년 OB 베어스 시즌